# Like You'll Never See Me Again
Singles de Alicia Keys
No One
(2007) Teenage Love Affair
(2008)
Like You’ll Never See Me Again est une chanson interprétée par l’artiste américaine Alicia Keys. C’est le second single extrait de son 3e album studio, As I Am. Écrit et produit par Keys et Kerry Brothers Jr., il est sorti  en octobre 2007.
La chanson n’a pas connu le même succès que No One. En effet, le titre a connu une belle réussite aux États-Unis (numéro 1 au  Billboard Hot R&B/Hip-Hop Songs durant sept semaines, numéro 12 sur le Billboard Hot 100...), mais le public outre-Atlantique lui fera un accueil un peu mitigé (53e place dans les charts britanniques, 63e place dans les charts Allemands, 77e place chez les Australiens), malgré les courtes percées sur les charts Irlandais, Suédois ou encore Portugais.
Au reste, Like You’ll Never See Me Again a été remixé avec  la collaboration du rappeur Ludacris, et il a remporté deux NAACP Image Awards (clip vidéo exceptionnel et chanson exceptionnelle), ainsi qu’un  ASCAP Rhythm & Soul Music Award pour meilleure chanson R&B/Hip-Hop.

## Information sur la chanson
Musicalement, Like You’ll Never See Me Again est une ballade mixée au soul, au pop, et au RnB, et est aussi influencée par le gospel.
Côté thème, la chanson parle d'amour, et raconte la doléance d’Alicia fait à sa grand-mère. En effet, elle lui demande de l’aimer corps et âme et de vivre chaque instant passé ensemble comme si c’était le dernier, avant qu’il ne soit trop tard et que la mort ne vienne emporter sur l’un d’eux :

« ...I don't wanna forget the present is a gift. And I don't wanna take for granted the time you may have here with me. Cause Lord only knows another day is not really guaranteed. So every time you hold me. Hold me like this is the last time. Every time you kiss me. Kiss me like you'll never see me again. Every time you touch me. Touch me like this is the last time. Promise that you'll love me. Love me like you'll never see me again. Oh Oh Ohhhhh. How many really know what love is? No you never will. Do you know until you lose it... »

— Extrait des 5 premiers versets.

## Clip-vidéo
Le clip-vidéo a été réalisé par Diane Martel,  tourné en août 2007.  et il raconte l'histoire avec une chronologie inversée. Alicia Keys et le rappeur Common forment un couple en perdition sentimentale qui, confronté à une nouvelle épreuve (l’accident de voiture de Common qui est grièvement blessé), va finir par se rapprocher. Tout commence avec Alicia qui arrive en pleurs à l’hôpital, puis le clip remonte le temps et nous montre comment ils en sont arrivés là.

## Liste des titres
États-Unis (CD single)
1. "Like You'll Never See Me Again" (Radio Edit) – 4:10
2. "Like You'll Never See Me Again" (Instrumental) – 5:17
3. "Like You'll Never See Me Again" (Call Out Hook) – 0:17

Europe & Royaume-Uni (CD single)
1. "Like You'll Never See Me Again" – 5:15
2. "Like You'll Never See Me Again" (Seiji Remix) – 6:56

Japon (CD single)
1. "Like You'll Never See Me Again" (main)
2. "Like You'll Never See Me Again" (Johnny Rockstar Remix)
3. "Like You'll Never See Me Again" (Seiji Remix)
4. "No One" (main)

## Personnel

### Musiciens
- Alicia Keys – vocal, piano, Moog, Synthétiseur virtuel
- Steve Mostyn – Guitare basse
- John "Jubu" Smith – Guitare solo, Guitare rythmique

### Production
| - Alicia Keys – Producteur de musique, programmation Corde (musique) - Kerry Krucials Brothers Jr. – coproducteur, Boîte à rythmes - Ann Mincieli – Ingénieur du son - Zach Hancock – assistant Ingénieur du son | - Seth Waldmann – assistant Ingénieur du son - Manny Marroquin – Mixage audio - Jared Robbins – assistant Mixage audio |

## Classements
| Chart (2007-2008)                          | Position |
| ------------------------------------------ | -------- |
| Australian Singles Chart                   | 77       |
| Australian Urban Singles Chart             | 19       |
| Pays-Bas Top 40                            | 20       |
| Allemagne (Singles Chart)                  | 63       |
| Irlande (Singles Chart)                    | 48       |
| Roumanie (Top 100)                         | 97       |
| Slovaquie                                  | 100      |
| Suède                                      | 57       |
| Royaume-Uni (single chart)                 | 53       |
| Royaume-Uni (R&B Singles Chart)            | 3        |
| États-Unis (Billboard Hot 100)             | 12       |
| États-Unis Billboard Hot R&B/Hip-Hop Songs | 1        |
| États-Unis Billboard Pop 100               | 32       |
| États-Unis Billboard Smooth Jazz Songs     | 19       |

### Classements fin d’année
| Classement (2008)                          | Position |
| ------------------------------------------ | -------- |
| États-Unis Billboard Hot 100               | 47       |
| États-Unis Billboard Hot R&B/Hip-Hop Songs | 1        |